# Пацифизъм
Пацифизмът (от латински: pacificus — „творящ мир“, съставено от pax — „мир“, и facio — „правя“), или движение за мир, е движение, насочено срещу войните. Пацифистите смятат войните за неприемливи и се борят за тяхното предотвратяване.
Пацифистите осъждат всяко военно действие, включително освободителните въстания. Вярват, че войната може да бъде предотвратена по пътя на дипломацията, убеждението и мирните изяви. Пацифизмът е движение на хора с различни политически убеждения.
Пацифистките разбирания съществуват от древни времена. Например в една комедия на Аристофан две жени решават да накарат мъжете си да сключат мир, като ги отлъчат временно от семейното ложе.
Първите пацифистки организации възникват през втората половина на XIX век сред интелектуалците във Великобритания и САЩ. Особено голямо разпространение това движение има през 80-те и 90-те години на XIX век. По онова време в тези движения се вливат и хора със социалистическа ориентация. Оттогава пацифизмът се възприема от лидерите на комунистическите движения като антиимпериализъм и те се стремят да привлекат пацифистите към идеите на комунизма.
След Втората световна война, особено след разработването на ядрени оръжия за масово поразяване, пацифистките движения се разрастват и въвличат широки маси от хора. Съвременната проява на пацифизма включва движението на хипитата в края на 60-те и началото на 70-те години на XX век. Пацифизмът в САЩ се свързва най-вече с протестни действия срещу войната във Виетнам — изгаряне на военни книги, отказ на мобилизирани младежи да отидат във военните поделения и т.н.
Най-новите пацифистки организации са близки до левите политически кръгове и често си сътрудничат с екологически организации.
Символ на принадлежност към пацифизма е знакът, изработен от Бъртранд Ръсел — британски аристократ, философ, есеист, логик и математик, Нобелов лауреат. През 1950 г. Ръсел става инициатор на Първата пъгуошка конференция с манифеста си, подписан и от Алберт Айнщайн. За първи път Ръсел използва знака на пацифизма през 1958 г. Той е комбинация от семафорните знаци за буквите „N“ и „D“ — началните букви на nuclear disarmament (ядрено разоръжаване).
Съществен принос в световното пацифистко движение имат Лев Толстой, Махатма Ганди и Джон Ленън. „Бащата на ядрената физика“ Нилс Бор категорично отказва да участва в проекта „Манхатън“ по ядрената програма на САЩ.
В изкуството голямо влияние оказват филми, насочени срещу войната, като американските филми „Коса“ от 1979 г. на режисьора Милош Форман (по едноименния мюзикъл на Бродуей) и „Апокалипсис сега“ (1979 г.). Американската боксова легенда Мохамед Али отказва да служи във войската на САЩ и да участва във Виетнамската война, заради което губи световната боксова корона, паричната награда от нея, приятелството на видни личности в САЩ и дори свободата си за кратко.